# Nothing Breaks Like a Heart
A Nothing Breaks Like A Heart Mark Ronson és Miley Cyrus közös dala, amelyet 2018. november 29-én jelentetett meg az RCA Records.

## Háttér és promóció
A dalt 2018 májusában írta Mark és Miley, az együttműködés hírét a közösségi médiában tették közzé. Hivatalosan 2018. november 25-én jelent meg a dal világszerte a videóklippel együtt.

## Fogadtatás
Az USA-ban a Billboard Hot 100-as listán a 67. helyen debütált, míg az Egyesült Királyságban a 10. helyen végzett a brit kislemezlistán.

## Videóklip
A dal és a videóklip egyszerre jelent meg. A videót 2018 októberében forgatták Kijevben, Ukrajnában. Először Mark Ronson hivatalos YouTube csatornáján adták közzé, majd 2019. január 9-én Miley Cyrusén. A szöveg és a klip lényegében poétikusan feltárja az amerikai fegyver-és politikai kultúrát.[forrás?] Utalások vannak benne az egyházi képmutatásról, az eltúlzott szociális médiavilágról, a golyóval játszadozó és használó gyerekekről, az LGBT közösségről. [forrás?]

## Tanúsítványok
| Ország             | Minősítés           | Értékesítés |
| ------------------ | ------------------- | ----------- |
| Ausztrália         | háromszoros platina | 210 000     |
| Ausztria           | arany               | 15 000      |
| Belgium            | arany               | 20 000      |
| Dánia              | arany               | 45 000      |
| Egyesült Királyság | platina             | 600 000     |
| Franciaország      | arany               | 100 000     |
| Kanada             | platina             | 80 000      |
| Olaszország        | arany               | 25 000      |
| Spanyolország      | arany               | 20 000      |
| Új-zéland          | arany               | 15 000      |